# Scleria fauriei
Scleria fauriei là loài thực vật có hoa trong họ Cói. Loài này được Ohwi miêu tả khoa học đầu tiên năm 1932.